# Cüvə
Cüvə è un comune dell'Azerbaigian situato nel distretto di Ağdaş. Conta una popolazione di 496 abitanti.